# كارلو كراكو
كارلو كراكو ، ولد يوم 8 اكتوبر 1965 في كرياتسو الايطالية ، هو طاهٍ إيطالي وصاحب مطعم ومقدم برامج تلفزيونية .
وهو لديه ابنتان من زواج سابق، ولديه ولدين من شريكته روزا فانتي.

## المذكرات و المراجع
- هذه المقالة مترجمة جزئيا أو كليا من مقالة  ويكيبيديا الإيطالية معنونة (بالإيطالية) «Carlo Cracco» (طالع قائمة المشاركين في التحرير)